# Антрацит
Антрацитът (също антрацитни въглища) e най-древният вид изкопаеми въглища – на около 300 милиона години.

## Характеристика
Характеризира се с голяма плътност и блясък. Съдържа 95 % въглерод. Използва се като твърдо висококалорийно гориво – счита се, че антрацитните въглища са най-калоричният вид въглища. При изгаряне отделят между 6800 и 8350 kcal/kg. Имат само 2,5% влага.
Геоложките запаси са от 28 милиарда тона. Залежите им обикновено са на тънки пластове дълбоко в земните недра. Затова се добиват трудно и са скъпи. Най-големите производители на антрацитни въглища в света са Китай, Русия, Украйна, Северна Корея и Виетнам.
Намират приложение в стъкларската, карбидната, вародобивната и понякога в бижутерийната промишленост.

## В България
В България се добиват в Свогенския басейн. При гара Томпсън е изградена обогатителна фабрика, поради високото съдържание на пепел. Тези въглища са с карбонска възраст. Промишлените запаси на антрацитни въглища в България възлизат на около 9 000 000 тона в натура и около 6 000 000 тона в условно гориво.